# レグランド石
レグランド石（Legrandite、レグランダイト）は、モース硬度4.5、比重4、へき開のない板柱状の黄色い結晶をもつ、砒酸塩鉱物。化学組成は、Zn2(AsO4)(OH)H2O。
ベルギー人鉱業家ルグラン（Legrand）がメキシコのペナ鉱山に淡黄色の透明な結晶を見つけ、アダム鉱と同類なのか判別するため紫外線に蛍光しないことと、1932年に鉱物学者に任せたが、記事掲載時点で関心はなかった。1962年、同国のオハエラ鉱山に、美しく黄色い大粒の同じ鉱物が大量多産に発見され、世界規模のマニアコレクターが殺到され、一時期は活気溢れた。オハエラ鉱山の鉱物産出が絶えて希少となった。
日本では岡山県新見市や宮崎県西臼杵郡高千穂町に産出する。